# Збірна Казахстану з футболу

## Історія

### Азійська зонаФІФА(1992–2002)

#### Дебют
Казахстан проголосив свою незалежність 16 грудня 1991. Збірна країни увійшла у Федерацію футболу Центральної та Південної Азії Азійської конфедерації футболу.

#### Кваліфікація наЧС 98
В першому відбірному етапі команда виборола 1 місце у відбірній групі 9. Перемігши у всіх 4 поєдинках. Матч проти збірної Пакистану, команда виграла з найбільшим рахунком у своїй історії 7 - 0. 
| Місце | Команда   | І | В | Н | П | З  | П  | Різ | О  |
| ----- | --------- | - | - | - | - | -- | -- | --- | -- |
| 1     | Казахстан | 4 | 4 | 0 | 0 | 15 | 2  | 13  | 12 |
| 2     | Ірак      | 4 | 2 | 0 | 2 | 14 | 8  | 6   | 6  |
| 3     | Пакистан  | 4 | 0 | 0 | 4 | 3  | 22 | −19 | 0  |

В другому ж відбірному етапі казахи були найгіршими у своїй групі. Здобули всього лиш одну перемогу над збірною ОАЕ 3 - 0. Таким чином команда не кваліфікувалась на ЧС.
| Місце | Команда        | І | В | Н | П | З  | П  | Різ | О  |
| ----- | -------------- | - | - | - | - | -- | -- | --- | -- |
| 1     | Південна Корея | 8 | 6 | 1 | 1 | 19 | 7  | 12  | 19 |
| 2     | Японія         | 8 | 3 | 4 | 1 | 17 | 9  | 8   | 13 |
| 3     | ОАЕ            | 8 | 2 | 3 | 3 | 9  | 12 | −3  | 9  |
| 4     | Узбекистан     | 8 | 1 | 3 | 4 | 13 | 18 | −5  | 6  |
| 5     | Казахстан      | 8 | 1 | 3 | 4 | 7  | 19 | −12 | 6  |

### Член УЄФА (2002–)
Казахстан з 2002 року увійшов в склад УЄФА. Оскільки команда до часу жеребу на кваліфікацію до Євро 2004 належала до іншої асоціації в цій кваліфікації участі не брала. Свій перший матч під егідою УЄФА зіграла внічию 0 - 0 14 листопада 2001 року з командою Естонії.

## Чемпіонат світу
- 1930–1990 — не брала участі, входив до складу СРСР
- 1994 — не брала участі (не була членом ФІФА до 1992 року)
- 1998–2022 — не пройшла кваліфікацію

## Чемпіонат Європи
- 1960–1992 — не брала участі, гравці виступали за збірну СРСР
- 1996–2004 — не брала участі, не була членом УЄФА до 2002 року (грала в зоні Азії)
- 2008–2020 — не пройшла кваліфікацію

## Чемпіонат Азії
- 1956–1992 — не брала участі, гравці виступали за збірну СРСР
- 1996–2000 — не пройшла кваліфікацію
- з 2004 — не бере участі, 2002 року перейшла до зони УЄФА (Європа)

## Поточний склад
Нижче наведений список гравців, що брали участь у матчі відбіркового раунду чемпіонату світу 2018 року проти Данії. Кількість ігор і голів за збірну наведені станом на 13 листопада 2016 року.